# Ugly Heart
Ugly Heart è il primo singolo tratto dall'omonimo EP di debutto del gruppo statunitense G.R.L..
La canzone è stata pubblicata, negli Stati Uniti, in versione digitale il 3 giugno 2014, mentre la sua trasmissione nelle radio è avvenuto il 24 giugno 2014; è stata pubblicata nel Regno Unito a partire dal 24 agosto 2014. La canzone è stata scritta da Ryan Baharloo, Ester Dean, Dr. Luke, John Charles Monds e Henry Walter e prodotta da Cirkut e da Dr. Luke.
È stato l'ultimo singolo pubblicato con la formazione originale del gruppo, prima della morte di Simone Battle.
Nell'ottobre del 2016 la canzone ha avuto nuovamente un interesse di pubblico quando il gruppo inglese Little Mix ha pubblicato il singolo Shout Out to My Ex, tratto dal nuovo album Glory Days,  in quanto molti sostengono la similitudine dei due brani.

## Il brano
La canzone è stata scritta da Ryan Baharloo, Ester Dean, Dr. Luke, John Charles Monds e Henry Walter e prodotta da Cirkut e da Dr. Luke. Ugly Heart è una canzone pop con influenze elettroniche, inoltre vi è l'uso dell'ukulele e con alcune influenze country.
Durante un'intervista la band ha spiegato l'idea della canzone: Paula Van Oppen ha dichiarato che Ugly Heart parla di una relazione con un ragazzo che inizialmente sembra carino all'esterno, ma che poi si rivela essere brutto quando esce la sua vera personalità, inoltre ha dichiarato che spera che la canzone possa servire come messaggio per tutte le persone ad accettarsi veramente e ad essere belli sia internamente che esternamente. Natasha Slayton ha invece dichiarato che spera che la canzone faccia capire alle persone di frequentare gli altri non per il loro aspetto fisico. Simone Battle ha dichiarato che la canzone le ricorda alcune delle sue esperienze liceali e di quando i ragazzi le spezzavano il cuore, ha inoltre aggiunto che probabilmente molte ragazze si riconoscono nella canzone.

## Video
Il video musicale è stato girato nel centro della città di Los Angeles a partire dall'8 giugno 2014 ed è stato diretto da Chris Marrs Piliero.

### Sinossi
Il video si apre con le cinque ragazze che vengono scortate fuori da un negozio di tatuaggi da dei poliziotti e vengono portate in una stazione di polizia. Mentre aspettano di essere interrogate le ragazze iniziano una coreografia sulle scrivanie e successivamente in una cella della stazione di polizia. La coreografia continua anche nella sala dei riconoscimenti. La telecamera ruota poi ad un ragazzo che ha la parola Ugly scritta su tutto il suo viso. Il video si conclude con Simone Battle che dice "Now your face is like your heart. Ugly." (Ora il tuo viso è come il tuo cuore. Brutto").

### Critica
Lucas Villa di AXS ha definito il video come carino, aggiungendo che "anche le cattive ragazze vogliono solo divertirsi".
Il video è stato visto oltre 2,5 milioni di volte solo nella prima data successiva la pubblicazione.

## Tracce
- Digital download

1. Ugly Heart  – 3:20

- Remix

1. Dave Aude Club Mix - 6:55
2. Dave Aude Dub - 6:10
3. Wideboys Club Mix - 6:03
4. Wideboys Dub - 6:03

- Altre versioni

1. Dave Aude Instrumental - 6:55
2. Dave Aude Radio Edit - 4:08
3. Wideboys Radio Edit - 3:04

## Esibizioni live
La canzone è stata eseguita per la prima volta il 14 marzo 2014 quando il gruppo si è esibito come band di apertura per Pitbull e Zedd all'ITunes Festival a SXSW. Il 10 maggio è stata eseguita in altri eventi come al KIIS-FM Wango Tango. Il gruppo ha eseguito la canzone al 2014 Dinah Shore Weekend a Las Vegas. Successivamente si sono esibite al 103.3 AMP Radio Birthday Bash' di Boston nel giugno 2014. Il 29 luglio il gruppo ha inoltre eseguito una versione acustica della canzone per Perez Tv.
La canzone è stata eseguita per la prima volta in televisione nel programma Sunrise. Nell'agosto 2014 il singolo è stato eseguito in una delle puntate del talent show X Factor Australia e per il programma Good Morning America.

## Crediti
- Compositori - Ryan Baharloo, Ester Dean, Lukasz Gottwald, John Charles Monds, Henry Walter
- Produttori - Dr. Luke, Cirkut
- Strumenti - Dr. Luke, Cirkut
- Audio engineering - Clint Gibbs, Sam Holland, Cory Bice, Rachael Findlen
- Audio mixing - Șerban Ghenea

## Classifiche

### Classifiche internazionali
| Classifica                        | Posizione massima |
| --------------------------------- | ----------------- |
| Australia                         | 2                 |
| Belgio                            | 21                |
| Repubblica Ceca                   | 17                |
| Irlanda                           | 2                 |
| Olanda                            | 84                |
| Nuova Zelanda                     | 3                 |
| Norvegia                          | 17                |
| Scozia                            | 5                 |
| Slovacchia                        | 28                |
| Svezia                            | 7                 |
| Ucraina                           | 9                 |
| Regno Unito                       | 11                |
| US Bubbling Under Hot 100 Singles | 7                 |
| US Adult Top 40                   | 32                |

### Classifiche di fine anno
| Classifica (2014) | Posizione massima |
| ----------------- | ----------------- |
| Australia         | 10                |
| Irlanda           | 19                |
| Nuova Zelanda     | 20                |
| Regno Unito       | 81                |

## Date di pubblicazione
- 3 giugno 2014 (versione digitale)[5]
- 24 giugno 2014 (nelle radio)[6]
- 24 agosto 2014[7]